# Polymère inorganique
Cet article concerne les polymères en chimie minérale. Pour les polymères en chimie organique et en biochimie, voir Polymère. Pour les « polymères » comportant un petit nombre d'éléments, voir Oligomère.
Les polymères inorganiques sont des polymères dont le squelette ne comporte pas d'atomes de carbone. Les polymères, tels les polymères modifiés silane, comprenant des composants organiques et inorganiques sont nommés des polymères hybrides ou polymères organo-minéraux,. Un des exemples les mieux connus est le polydiméthylsiloxane. Il a un motif de répétition basé sur le silicium et l'oxygène : —[O-Si(CH3)2]n—.
Le polythiazyle (polymère de nitrure de soufre), de formule (SN)x, est, ce qui est hautement inhabituel, un polymère métallique supraconducteur à −272,89 °C.

## Polymères naturels
L'enchaînement covalent -Si-O-Si-O-Si-O- (appelé chaîne polysiloxanique), présent dans le polydiméthylsiloxane, est également la base de structures polymères inorganiques naturelles, uni-, bi- ou tridimensionnelles, dans la famille des silicates.
Les sites libres de la chaîne polysiloxanique, au lieu d'être occupés par des groupes organiques pour former des polymères hybrides, peuvent l'être par des atomes d'oxygène liés aux atomes de silicium de la chaîne par une liaison covalente polaire pour donner des macro-anions qui s'associent à des cations minéraux (Na+, Mg2+, Al3+, etc.) pour former des polymères minéraux, par exemple, avec les ions Mg2+, un pyroxène de formule [MgSiO3]n.
Les chaînes polysiloxaniques peuvent être également reliées entre elles par l'intermédiaire de liaisons covalentes polaires, ce qui conduit à la silice, macromolécule tridimensionnelle (SiO2)n,.
Le remplacement de certains atomes de silicium de la chaîne polysiloxanique par des atomes d'aluminium conduit à d'autres silicates polymères minéraux naturels, bi- ou tridimensionnels, les aluminosilicates.
Parmi les autres structures polymères minérales, il faut mentionner le diamant et le graphite,,.

1. Le diamant. Dans le réseau du diamant, chaque atome de carbone est entouré de quatre autres atomes de carbone. Ces tétraèdres s'enchaînent pour donner une macromolécule tridimensionnelle (C3D).

2. Le graphite a une structure en feuillets. Les atomes de carbone sont unis suivant un pavage hexagonal plan, l'ensemble formant une macromolécule bidimensionnelle (C2D).

## Polymères synthétiques

### Exemples
- Certains polymères minéraux peuvent être produits par synthèse.

On en trouve par exemple dans une famille d'aluminosilicates appelés zéolithes.
Le silicium n'existe pas à l'état de corps simple dans la nature. On peut produire par synthèse un silicium cristallin dont la structure est analogue à celle du diamant.
- Polymères homo-chaînes dont la chaîne principale est construite avec les atomes d'un seul élément. Ces éléments appartiennent surtout à la colonne 14 du tableau périodique :
  - silicium-silicium : polysilanes ;
  - germanium-germanium : polygermanes ;
  - étain-étain : polystannanes. L'étain est le seul élément métallique connu qui forme des polymères organométalliques composés d'une chaîne d'atomes métalliques liés entre eux par des liaisons covalentes.

- Polymères hétéro-chaînes dont la chaîne principale comprend plus d'un type d'atomes, la plupart du temps deux éléments alternent le long de la chaîne principale :
  - bore-azote : polyborazylènes ;
  - silicium-oxygène : polysiloxanes (silicones) comme le polydiméthylsiloxane (PDMS), polyméthylhydrosiloxane (PMHS) et polydiphénylsiloxane (PDPS) ;
  - phosphore-azote : polyphosphazènes et leurs précurseurs, le polydichlorophosphazène ;
  - soufre-azote : polythiazyles (SN)x, appelé aussi polymère de nitrure de soufre.

- Soufre : polysulfures.

### Polymérisation
Les polymères sont formés, comme les polymères organiques, par :
- polymérisation par étapes : polysiloxanes ;
- polymérisation en chaîne : polysilanes ;
- polymérisation par ouverture de cycle : polydichlorophosphazène.